# 阿爾斯島
54°59′N 09°55′E / 54.983°N 9.917°E

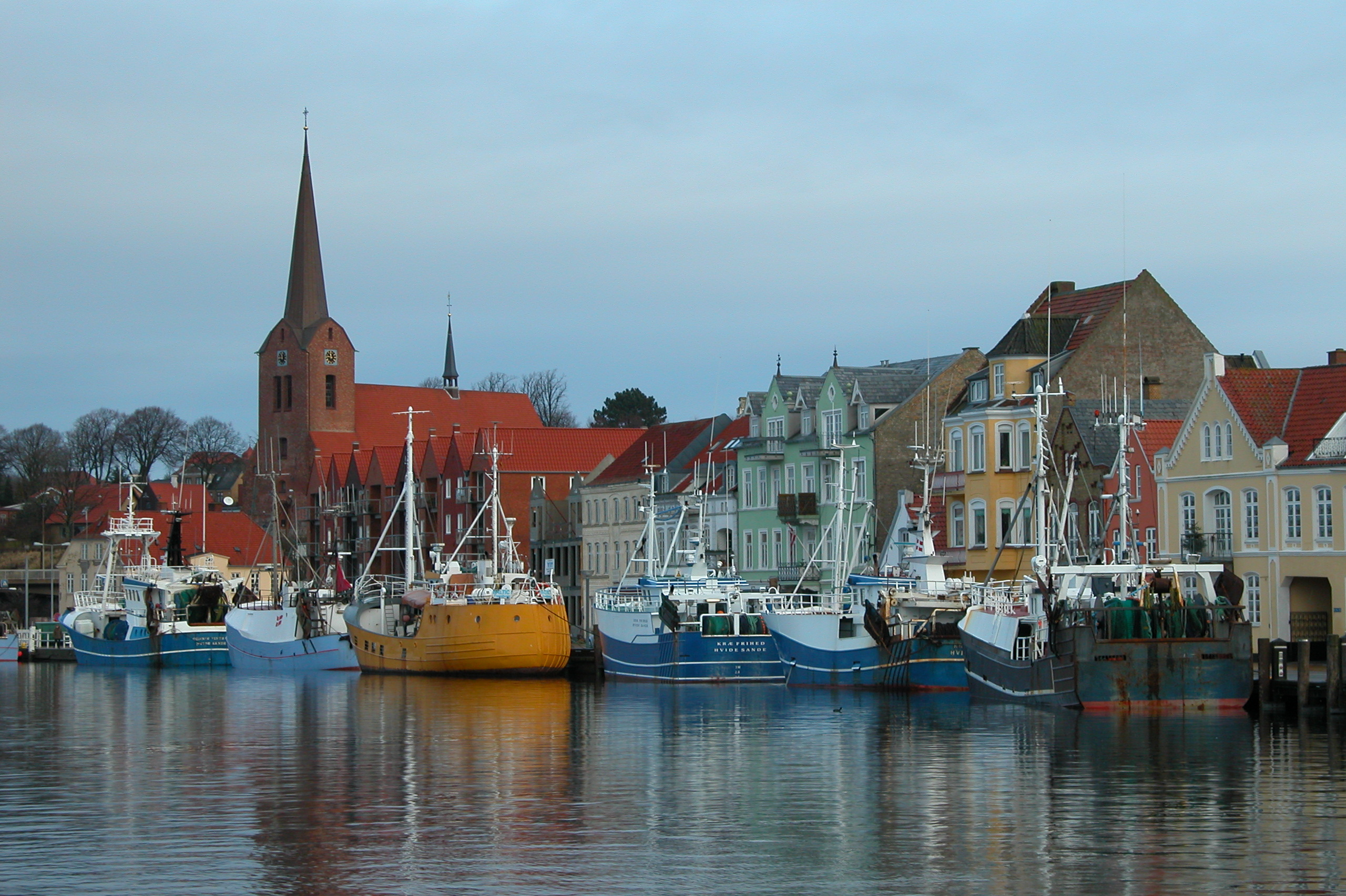

阿爾斯島是丹麥的島嶼，位於日德蘭半島以東的小貝爾特海峽，由南丹麥大區負責管轄，面積312平方公里，海岸線長度165公里，2012年人口51,007。